# Мала Плана (Смедеревска Паланка)
Мала Плана је насеље у Србији у општини Смедеревска Паланка у Подунавском округу. Према попису из 2022. има 660 становника (према попису из 2011. било је 799 становника). Насеље је брдско, збијеног типа, са два мања засеока у долини Јасенице. Површина атара је 1357 хектара, а надморска висина се креће од 103 до 173 метара. Насеље је ратарско-сточарске делатности, али и приградско, готово спојено са градом, велики број житеља је запослен у граду.

## Историја
Насеље Мала Плана се налази источно од Смедеревске Паланке и западно од Великог Орашја. Нема сигурних података на основу којих би се могло говорити о постанку овога насеља. Предање вели да је Мала Плана основана “пре скоро три века“, а то отприлике треба да буде у периоду аустријске владавине у Србији(1718—1739). У протоколу сабирних такса Београдске митрополије 1734. г. помиње се село "Плавна", које броји 26 кућа. Постоје индиције да се ради о Малој Плани, јер је по речима етнолога Јована Ердељановића Мала Плана старија од Велике Плане. Од остатака материјалне културе старијих цивилизација, етнолог Јован Ердељановић је 1908. г. забележио да се "на Кленку, код бунара званог Граб, ископавају црепуље, старе паре и секире". Ближих података о овим ископинама нема.
На основу ископаних старих опека, а и предање каже да се на старом Орашком путу, који води од Паланке за Велико Орашје и био најкраћа путна веза Јасенице и Поморавља, у потесу "Бела земља", налазило насеље чије се становништво "због честих турских упада иселило у гору", на месту данашње Мале Плане. Насеље се налазило поред самог Крушева које је старије насеље, а да су ова два насеља некада била спојена сведочи и данашње заједничко гробље и постојање неких заједничкох фамилија.
По арачким списима Мала Плана је 1818. г. имала 16 кућа, а 1834.г. село броји 25 кућа, а Крушево 16. Три године раније (1831), пописом трговаца свињама и другом стоком у Јасеници, помињу се и двојица малоплањана, Паун Дамњановић и Петар Николић. Пописом становништва и пољопривреде у срезу Јасеничком 1863.г. утврђено је да у Малој Плани живи 456 становника, од којих 242 мушких и 214 женских глава. У наредних 20 година село је нарасло за око 150 становника, па 1885. г. броји 702 становника. Почетком ХХ века село броји око 900 становника, а по попису из 1921. године село је имало 199 кућа са 1080 становника.
Најстарија позната фамилија у Малој Плани били су Рајићи од којих данас нема потомака. Старе фамилије су затим: Стевановићи (Шаренкапићи), Петровићи (Власи), Васиљевићи и Ракићи (Миленковићи) старином од Косова. Дамњановићи (Призетовићи) старином из Прћиловице (Алексинац), одакле је дошао њихов предак Дамњан са четири сина око 1810. године.
Село има своју школу од 1872. године. Школа је била смешена у згради од слабог материјала, која је у току ратова пропала. Од 1919.г. до 1922. године школа је била смештена у општинској кафани, а те је године премештена у нову зграду. (подаци крајем 1921. године). Најзад 1983. године изграђена је модерна зграда четворогодишње школе. Мала Плана се до 1944. године налазила у срезу Орашком, у периоду од 1944. до 1956. године припадала је СО Велика Плана, а од 1956. године припојена је СО Смедеревска Паланка. У селу активно делује ФК "Пролетер" и КУД "Младост", који су бележили значајне резултате. Надомак села је шума Микуља, познато излетиште са рестораном и извиђачким домом.

## Демографија
У насељу Мала Плана живи 731 пунолетни становник, а просечна старост становништва износи 42,8 година (40,0 код мушкараца и 45,7 код жена). У насељу има 256 домаћинстава, а просечан број чланова по домаћинству је 3,46. Становништво потиче од вардарско-моравских, косовско-метохијских, тимочко-браничевских и динарских досељеника. Задњих деценија је изражено смањење броја становника, што је последица пада наталитета, али и знатне миграције на релацији село-град.
Ово насеље је великим делом насељено Србима (према попису из 2002. године).
|  |

| Демографија | Демографија | Демографија |
| Година      | Становника  | Становника  |
| ----------- | ----------- | ----------- |
| 1948.       | 1.273       |             |
| 1953.       | 1.315       |             |
| 1961.       | 1.218       |             |
| 1971.       | 1.095       |             |
| 1981.       | 1.098       |             |
| 1991.       | 1.047       | 1.021       |
| 2002.       | 887         | 927         |
| 2011.       | 799         |             |
| 2022.       | 660         |             |

| Етнички састав према попису из 2002.‍ | Етнички састав према попису из 2002.‍ | Етнички састав према попису из 2002.‍ | Етнички састав према попису из 2002.‍ | Етнички састав према попису из 2002.‍ |
| ------------------------------------ | ------------------------------------ | ------------------------------------ | ------------------------------------ | ------------------------------------ |
|                                      |                                      |                                      |                                      |                                      |
| Срби                                 | Срби                                 |                                      | 878                                  | 98,98%                               |
| Црногорци                            | Црногорци                            |                                      | 1                                    | 0,11%                                |
| Македонци                            | Македонци                            |                                      | 1                                    | 0,11%                                |
| непознато                            | непознато                            |                                      | 7                                    | 0,78%                                |

| Година пописа     | 1948. | 1953. | 1961. | 1971. | 1981. | 1991. | 2002. |
| ----------------- | ----- | ----- | ----- | ----- | ----- | ----- | ----- |
| Број домаћинстава | 270   | 292   | 283   | 264   | 274   | 269   | 256   |

| Број чланова      | 1  | 2  | 3  | 4  | 5  | 6  | 7 | 8 | 9 | 10 и више | Просек |
| ----------------- | -- | -- | -- | -- | -- | -- | - | - | - | --------- | ------ |
| Број домаћинстава | 49 | 49 | 39 | 50 | 27 | 27 | 5 | 5 | 0 | 5         | 3,46   |

| Пол    | Укупно | Неожењен/Неудата | Ожењен/Удата | Удовац/Удовица | Разведен/Разведена | Непознато |
| ------ | ------ | ---------------- | ------------ | -------------- | ------------------ | --------- |
| Мушки  | 384    | 113              | 241          | 15             | 15                 | 0         |
| Женски | 377    | 45               | 238          | 85             | 9                  | 0         |
| УКУПНО | 761    | 158              | 479          | 100            | 24                 | 0         |

| Пол    | Укупно                    | Пољопривреда, лов и шумарство | Рибарство                            | Вађење руде и камена | Прерађивачка индустрија       |
| ------ | ------------------------- | ----------------------------- | ------------------------------------ | -------------------- | ----------------------------- |
| Мушки  | 221                       | 59                            | 0                                    | 0                    | 91                            |
| Женски | 81                        | 35                            | 0                                    | 0                    | 14                            |
| УКУПНО | 302                       | 94                            | 0                                    | 0                    | 105                           |
| Пол    | Производња и снабдевање   | Грађевинарство                | Трговина                             | Хотели и ресторани   | Саобраћај, складиштење и везе |
| Мушки  | 10                        | 22                            | 8                                    | 0                    | 8                             |
| Женски | 3                         | 0                             | 13                                   | 2                    | 0                             |
| УКУПНО | 13                        | 22                            | 21                                   | 2                    | 8                             |
| Пол    | Финансијско посредовање   | Некретнине                    | Државна управа и одбрана             | Образовање           | Здравствени и социјални рад   |
| Мушки  | 0                         | 1                             | 10                                   | 5                    | 6                             |
| Женски | 0                         | 2                             | 2                                    | 4                    | 4                             |
| УКУПНО | 0                         | 3                             | 12                                   | 9                    | 10                            |
| Пол    | Остале услужне активности | Приватна домаћинства          | Екстериторијалне организације и тела | Непознато            | Непознато                     |
| Мушки  | 0                         | 0                             | 0                                    | 1                    | 1                             |
| Женски | 2                         | 0                             | 0                                    | 0                    | 0                             |
| УКУПНО | 2                         | 0                             | 0                                    | 1                    | 1                             |